# Dope (film, 2015)
Pour les articles homonymes, voir Dope.
Pour plus de détails, voir Fiche technique et Distribution.
Dope est une comédie dramatique américaine écrite et réalisée par Rick Famuyiwa en 2015.

## Synopsis
Malcolm, jeune geek fan de hip-hop des années 1990 vit à Inglewood, un quartier chaud de Los Angeles. Avec ses deux amis Diggy et Jibs, ils jonglent entre musique, lycée et entretiens pour entrer à l'université. Une invitation à une soirée underground va entraîner Malcolm dans une aventure qui pourrait bien le faire passer du statut de « geek » à celui de mec cool, un « dope »,.

## Fiche technique
- Scénario : Rick Famuyiwa
- Image : Rachel Morrison
- Son : Chase Keehn, Bruce Barris
- Décor : Scott Falconer
- Montage : Lee Haugen
- Musique : Germaine Franco (Compositeur)
- Musique originale : Pharrell Williams[3]
- Date de sortie : 
  -  États-Unis : 19 juin 2015
  -  France : 4 novembre 2015
- Classification :
  -  France : tous publics avec avertissement[4]
  -  Royaume-Uni : interdit aux moins de 15 ans[5]

## Distribution

### Rôles principaux
- Shameik Moore : Malcolm
- Kiersey Clemons : Diggy[6]
- Tony Revolori : Jib[7]

### Rôles secondaires
- Zoë Kravitz : Nakia
- Chanel Iman : Lilly
- A$AP Rocky : Dom
- Keith Stanfield : Bug
- Blake Anderson : Will
- Forest Whitaker : le narrateur

## Prix
- Prix du Public pour Dope au Festival du cinéma américain de Deauville (édition no 41)[8]